# Maria av Brabant
Maria av Brabant, född 13 maj 1254, död 12 januari 1321, var en fransk drottning, gift med Filip III av Frankrike i hans andra äktenskap 24 juni 1275. Hon var politiskt aktiv.  

## Biografi
Maria var dotter till Henrik III, hertig av Brabant. Hon blev mor till Louis d'Evreux, Marguerite, gift med Edvard I av England, och Blanche, gift med Rudolf I, kejsare av Tyskland. 
Maria stod ut vid det franska hovet på grund av sin nationalitet. Maria rivaliserade med sin svärmor och Pierre la Brosse om politiskt inflytande på sin man. På grund av hennes inflytande blev Filip inblandad i Angevins affärer och stridigheter med Aragonien. Hon misstänktes år 1276 av sin svärmor för att ha giftmördat sin styvson Ludvig för att göra sina egna söner till tronarvingar; La Brosse blev bestraffad för mordet, men hennes man tycks trots det ha trott mer på sin mor än sin fru. 
Efter makens död 1285 förlorade hon det mesta av sitt inflytande på statens affärer. År 1294 deltog hon dock i fredsförhandlingarna med England.  